# Хойникский районный краеведческий музей
Хойникский районный краеведческий музей (бел. Хойніцкі раённы краязнаўчы музей) — музей в городе Хойники Гомельской области Республики Беларусь.

## История
В соответствии с решением Хойникского районного исполнительного комитета 25 ноября 1982 года открыт краеведческий музей.
Инициатором его создания стал ветеран войны, историк и краевед Зеленковский Александр Максимович.
Перед проведением в 2010 году Дня белорусской письменности, музей переместили в другое здание, двухэтажный усадебный дом, построенный в начале XX века Андреем Авраамовым. Строение расположено в городском парке, является памятником архитектуры и внесено в Государственный список историко-культурных ценностей Республики Беларусь.
Размещены экспозиции: История усадьбы; Природа родного края; История и этнография; Великая Отечественная война; О геноциде белорусского народа; Современная история района; Экспозиция «Трагедия Чернобыля»; Зал сменных экспозиций.
До 2021 года как филиал также действовал музей «Трагедии Чернобыля» в аг. Судково, в 2021 году он закрыт, экспозиция перенесена в краеведческий музей, где создана экспозиция «Трагедии Чернобыля».
Музей принимает участие в международной акции «Ночь музеев».
5 сентября 2010 года рядом с усадебным домом в парке открыта скульптурная композиция по мотивам романа «Людзі на балоце» И. Мележа.

## Филиал
- Дом-музей имени И. П. Мележа[2] в агрогородке Глинище

## Экспозиции
- Краеведческая
- Трагедии Чернобыля

## Достижения
- Благодарность ГУП "Национальное кадастровое агентство" — за участие в виртуальном проекте "НКА помнит!" (Минск, 2024).